# ليوبولد أوينبروغر
يوزف ليوبولد أوينبروغر (بالألمانية: Josef Leopold Auenbrugger)، ويُعرف أيضًا باسم ليوبولد فون أوينبروغر (بالألمانية: Leopold von Auenbrugger) ـ (19 نوفمبر 1722 ـ 17 مايو 1809) هو طبيب نمساوي، يُعزى إليه ابتكار طريقة القرع كتقنية تشخيصية تستخدم في الفحص السريري، وهو يعد بذلك واحدًا من مؤسسي الطب الحديث.

## روابط خارجية
- ليوبولد أوينبروغر على موقع الموسوعة البريطانية (الإنجليزية)
- ليوبولد أوينبروغر على موقع ميوزك برينز (الإنجليزية)